# علف مبارک (سرده)
علف مبارک (سرده) (نام علمی: Geum) نام یک سرده از تیره گلسرخیان است.